# Mozaïekparelmoervlinder
De mozaïekparelmoervlinder (Euphydryas desfontainii) is een vlinder uit de familie Nymphalidae (aurelia's). De wetenschappelijke naam is, als Argynnis desfontainii, voor het eerst geldig gepubliceerd in 1819 door Jean-Baptiste Godart.
De soort komt voor in Europa.

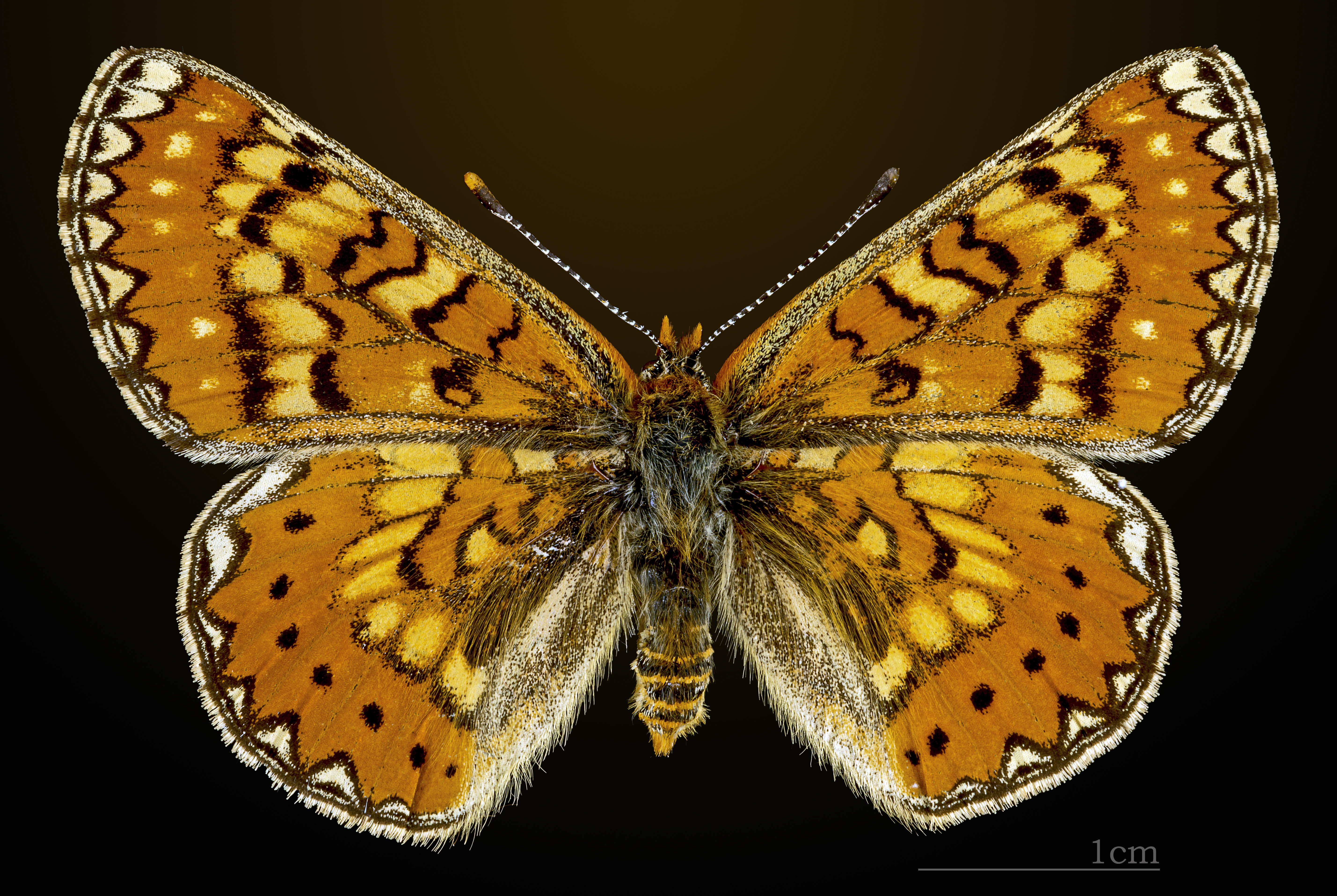
Euphydryas desfontainii desfontainii ♂
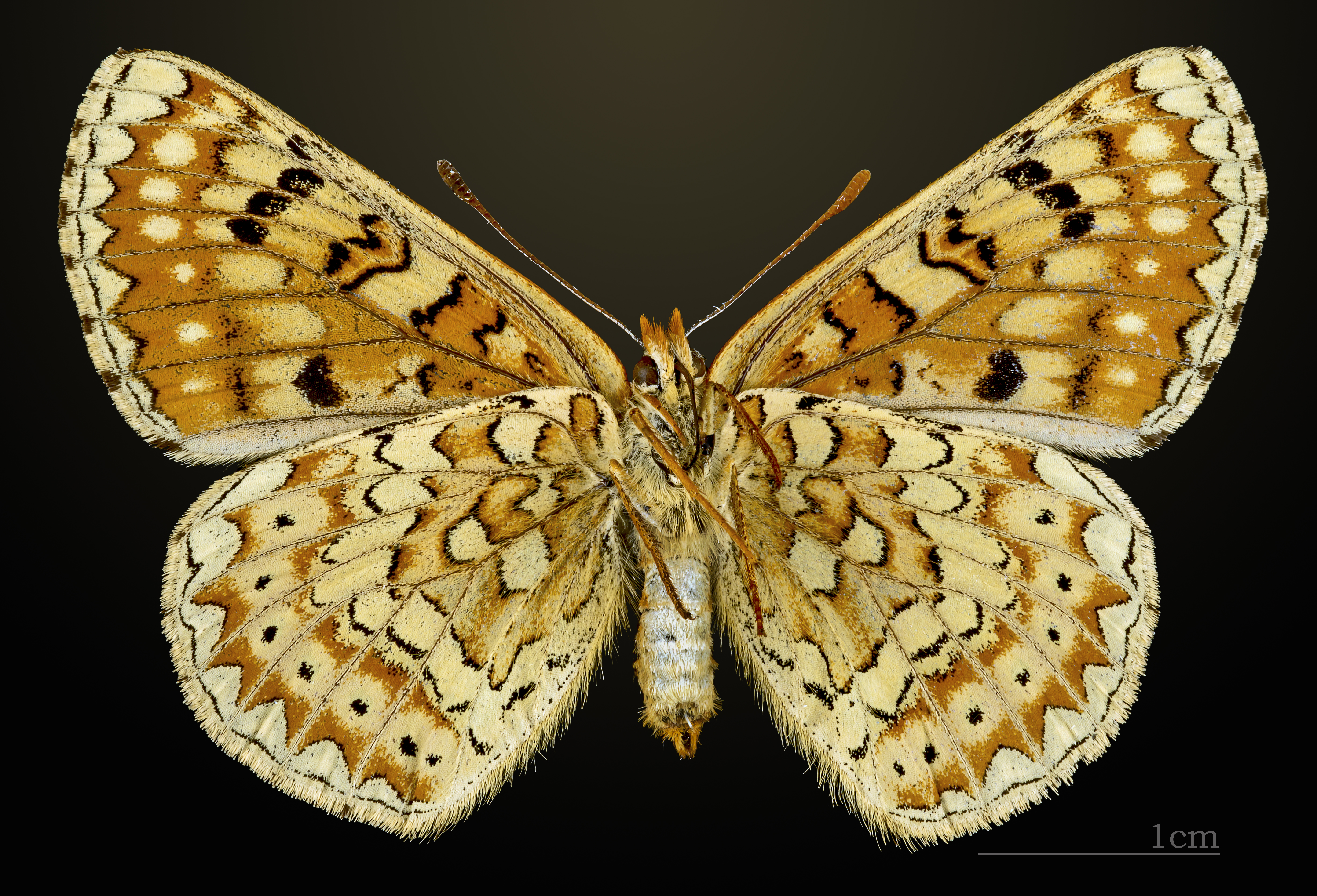
Euphydryas desfontainii desfontainii  ♂ △

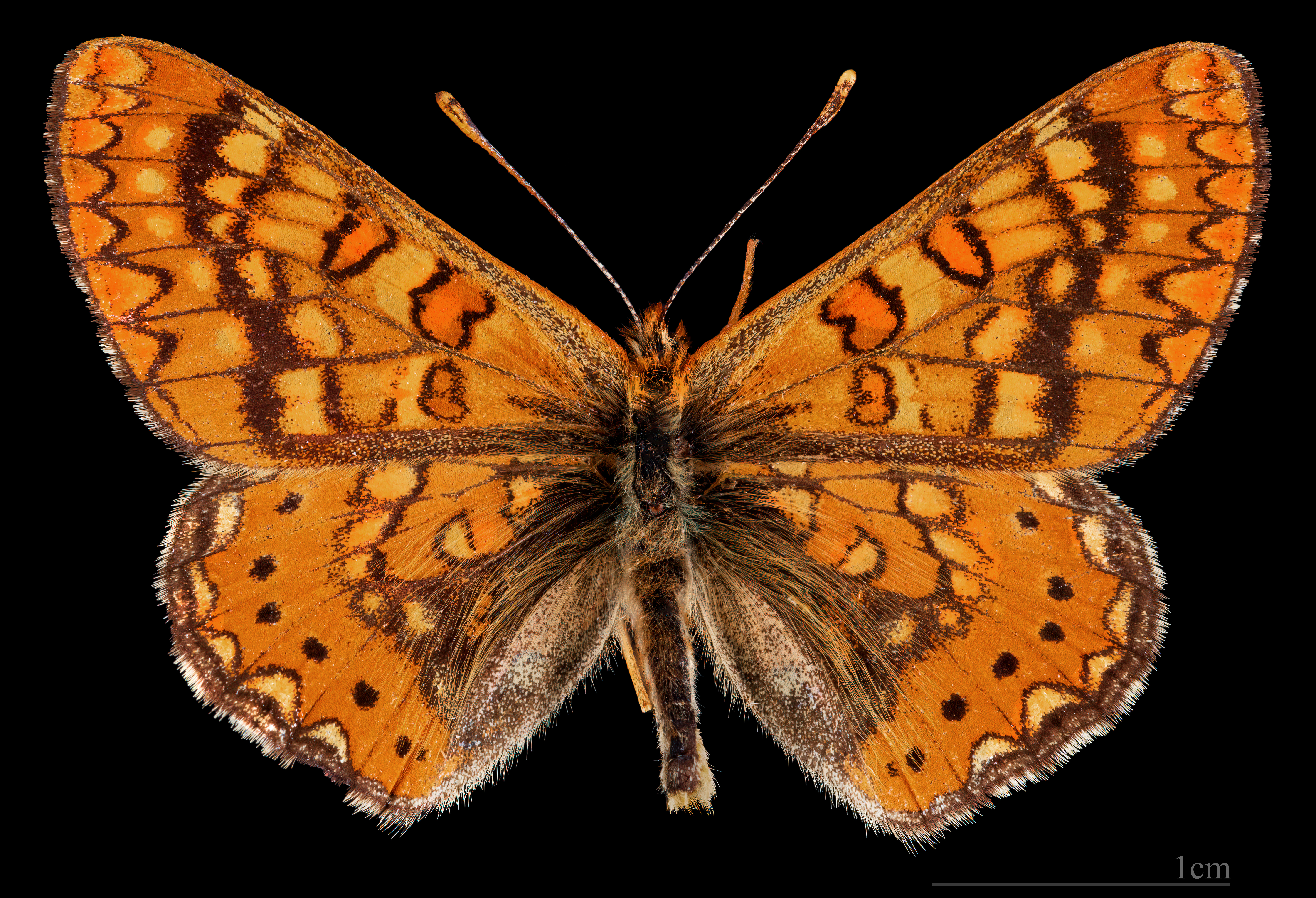
Euphydryas desfontainii beatica ♂
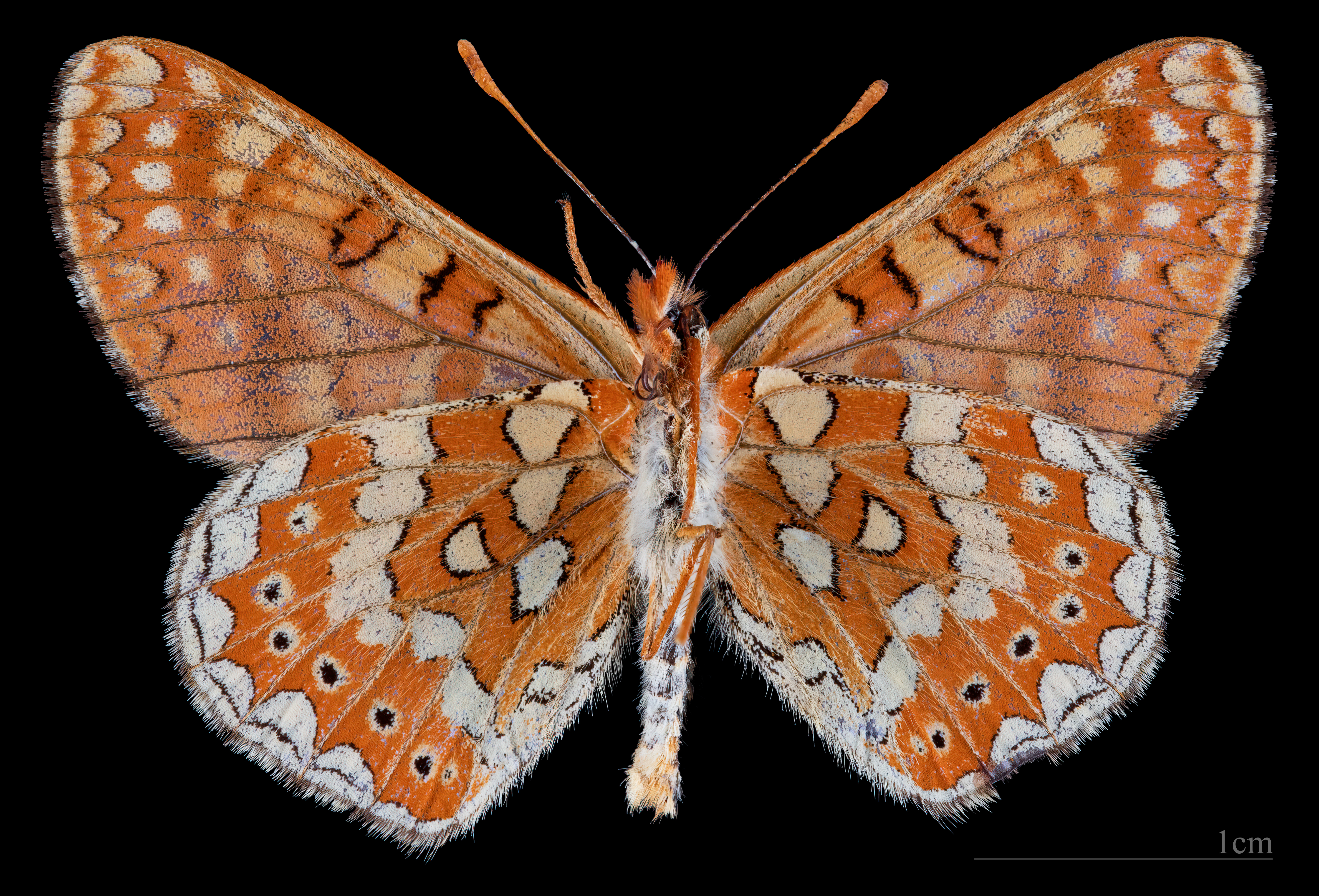
Euphydryas desfontainii beatica♂  △
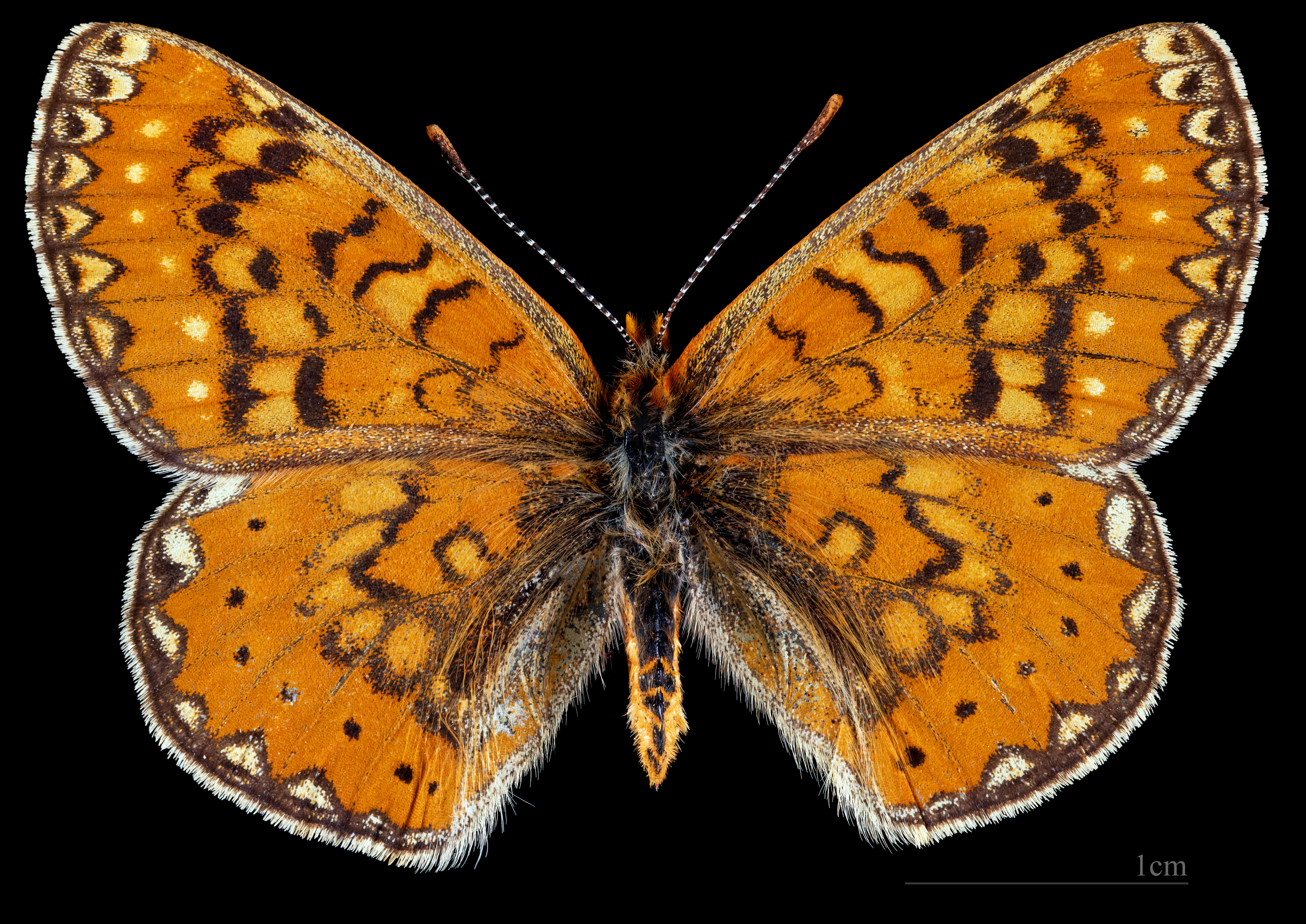
Euphydryas desfontainii beatica ♀
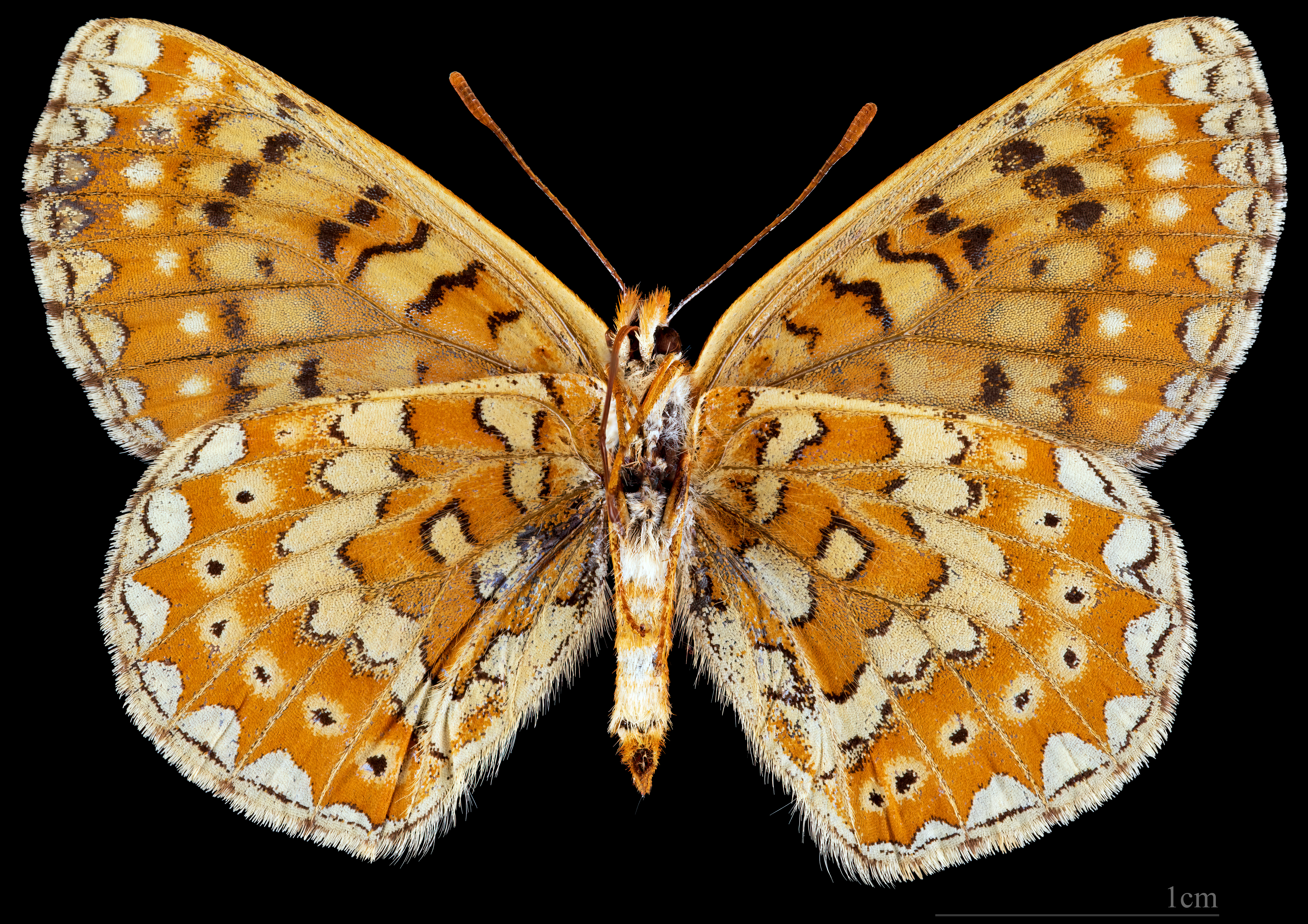
Euphydryas desfontainii beatica ♀ △